# Campeonato Grego de Handebol Masculino
O Campeonato Grego Handebol Masculino, ou A1 Ethniki é a maior competição de handebol da Grécia. O campeonato é realizado anualmente sob a forma de pontos corridos contando com doze clubes.

## Campeões
Campeonato Panhelênico
| Ano  | Campeão                 |
| ---- | ----------------------- |
| 1980 | Ionikos Nea Filadelphia |
| 1981 | Ionikos Nea Filadelphia |
| 1982 | Ionikos Nea Filadelphia |

A Ethniki
| Ano  | Campeão                 |
| ---- | ----------------------- |
| 1983 | Ionikos Nea Filadelphia |
| 1984 | Ionikos Nea Filadelphia |
| 1985 | Ionikos Nea Filadelphia |
| 1986 | Filippos Veria          |
| 1987 | Ionikos Nea Filadelphia |
| 1988 | Filippos Veria          |
| 1989 | Filippos Veria          |
| 1990 | Filippos Veria          |
| 1991 | Filippos Veria          |
| 1992 | Ionikos Nea Filadelphia |
| 1993 | Ionikos Nea Filadelphia |
| 1994 | Filippos Veria          |
| 1995 | Filippos Veria          |
| 1996 | ESN Vrilision           |
| 1997 | GE Veria                |
| 1998 | ASE Douka               |
| 1999 | Ionikos Nea Filadelphia |
| 2000 | Panellinios GS          |

| Ano  | Campeão            |
| ---- | ------------------ |
| 2001 | ASE Douka          |
| 2002 | Panellinios GS     |
| 2003 | Filippos Veria     |
| 2004 | Panellinios GS     |
| 2005 | Athinaikos         |
| 2006 | Panellinios GS     |
| 2007 | Panellinios GS     |
| 2008 | ASE Douka          |
| 2009 | PAOK               |
| 2010 | PAOK               |
| 2011 | AEK H.C.           |
| 2012 | AC Diomidis Argous |
| 2013 | AEK H.C.           |
| 2014 | AC Diomidis Argous |
| 2015 | PAOK               |
| 2016 | Filippos Veria     |
| 2017 | IEK XINI - DIKEAS  |
| 2018 | Olympiakos Pireu   |

| Ano  | Campeão          |
| ---- | ---------------- |
| 2019 | Olympiakos Pireu |
| 2020 | AEK H.C.         |
| 2021 | AEK H.C.         |
| 2022 | Olympiakos Pireu |
| 2023 | AEK H.C.         |
| 2024 | Olympiakos Pireu |
| 2025 | Olympiakos Pireu |

### Performance por clube
| Clube                   | Títulos | Temporadas                                                 |
| ----------------------- | ------- | ---------------------------------------------------------- |
| Ionikos Nea Filadelfeia | 10      | 1980, 1981, 1982, 1983, 1984, 1985, 1987, 1992, 1993, 1999 |
| Filippos Veria          | 9       | 1986, 1988, 1989, 1990, 1991, 1994, 1995, 2003, 2016       |
| Panellinios             | 5       | 2000, 2002, 2004, 2006, 2007                               |
| AEK H.C.                | 5       | 2011, 2013, 2020, 2021, 2023                               |
| Olympiakos SF Pireu     | 5       | 2018, 2019, 2022, 2024, 2025                               |
| ASE Douka               | 3       | 1998, 2001, 2008                                           |
| PAOK                    | 3       | 2009, 2010, 2015                                           |
| Diomidis Argous         | 2       | 2012, 2014                                                 |
| ESN Vrilissia           | 1       | 1996                                                       |
| GE Veria                | 1       | 1997                                                       |
| Athinaikos              | 1       | 2005                                                       |
| IEK XINI - DIKEAS       | 1       | 2017                                                       |

### Títulos por cidade
12 clubes ganharam a liga, de um total de 5 cidades
| Cidade   | Número de Títulos | Clubes |
| -------- | ----------------- | --- |
| Atenas   | 26                | Ionikos Nea Filadelfeia (10), AEK H.C. (5) Panellinios (5), ASE Douka (3), ESN Vrilissia (1), Athinaikos (1), IEK Xini - DIKEAS (1) |
| Veria    | 10                | Filippos Veria (9), GE Veria (1) |
| Pireu    | 5                 | Olympiakos SF Pireu (5) |
| Salonica | 3                 | PAOK (3) |
| Argos    | 2                 | Diomidis Argous (2) |

## Clubes gregos em competições europeias
EHF Challenge Cup (C3) :
| Time                | Campeã | Vice |
| ------------------- | ------ | ---- |
| Diomidis Argous     | 2012   | -    |
| AEK H.C.            | 2021   | 2018 |
| Filippos Veria      | -      | 2003 |
| Olympiakos SF Pireu | -      | 2024 |